# Viby Idrætsforening (Sjælland)
 For alternative betydninger, se Viby Idrætsforening. (Se også artikler, som begynder med Viby Idrætsforening)
Viby Idrætsforening (forkortet Viby IF og tidl. VIF) er en dansk idrætsforening med hjemsted i Viby ved Roskilde i Danmark. Foreningen blev stiftet den 23. september 1909 og benytter grøn og hvid som klubbens officielle farver. Foreningens hjemmebanekampe samt træning afvikles i Viby Hallen, Dåstrup Hallen og Peder Syv Skolen.
Viby IF satser på breddeidrætten, og den største idrætsgren er fodbold, men foreningen har også afdelinger for badminton, cykling, fitness, gymnastik, håndbold, jujitsu, løb, petanque og svømning.

## Klubbens historie
Foreningen blev stiftet under navnet Viby Boldklub, som udelukkende omfattede sportsgrenen fodbold. Klubdragterne bestod af hvide skjorter, hvide bukser med en mørkeblå stribe. I 1931 blev Viby Idrætsforening dannet ved en fusion af Viby Boldklub og den lokale karlegymnastik (der blev startet op i 1928) og håndbold kom på klubbens program. Gymnastikken i Viby startede dog allerede i ca. 1880 i den daværende skytteforening.
I slutningen af 1930'erne kom badminton-afdelingen til.
En afdeling for bordtennis blev først oprettet i 1956. Afdelingen har dog haft svingende medlemstal og i 1959-60 hvor der blev oprettet en klub uden for Viby Idrætsforening. Afdelingen overlevede dog – stadig med svingende medlemstal – frem til 19??.
Den 1. oktober 1969 blev der lagt grunden til folkedans i Viby Idrætsforening. Afdelingen eksisterede frem til 19??.
Jujitsu-afdelingen blev oprettet den 7. maj 1975. Afdelingen startede under navnet "Jiu-Jitsu og Judo". Navnet blev ændret til jujitsu ved nytår 1976.
Tennis startede i 1979. Afdelingen startede som en afdeling under badminton men blev selvstændig efter 1 år. Tennis valgte dog at etablere sig udenfor Viby Idrætsforening, men der har flere gange været talt om at tennis (igen) skulle ind under paraplyen Viby Idrætsforening.
Volleyball blev oprettet i 19?? og stoppede igen i ca. 1999.
Basketball blev oprettet i 19?? og stoppede igen i ca. 1998.
Petanque-afdelingen blev stiftet den 19. november 1995.
Line Dance startede i gymnastikafdelingen i ca. 2001 og blev efter nogle år en selvstændig afdeling. Efter kort tid besluttede afdelingen at forlade Viby Idrætsforening for at blive en selvstændig klub/forening.
Afdelingen for løb blev formelt oprettet den 22. oktober 2007, men starten var i foråret 2007. 
I 2014 fik Viby IF 3 nye afdelinger: en cykelafdeling den 10. april 2014, en fitness-afdeling den 26. juni 2014 og en svømme-afdeling den 14. august.

## Ekstern henvisning
Viby IF's officielle hjemmeside